# Leopold von Schroeder

Leopold von Schroeder

Leopold Alexander von Schroeder (Dorpat, 24 december 1851 - Wenen, 8 februari 1920) was een Baltisch-Duits indoloog.

## Leven
Leopold von Schroeder werd in 1882 universitair docent indologie aan de Universiteit van Dorpat, het tegenwoordige Tartu. In 1890 werd hij Russisch staatsraad. Vanaf 1896 werkte hij als professor ordinarius aan de Universiteit van Innsbruck en in 1899 volgde hij Georg Bühler op als professor in de indologie aan de Universiteit van Wenen. Tot zijn bijzondere verdiensten behoort zijn vertaling van de Bhagavad gita uit het Sanskriet in het Duits. Ook hield hij zich wetenschappelijk bezig met sagen en mythen; zo deed hij onderzoek naar de bronnen van de graallegende en hij deed vergelijkende onderzoek naar oud-Griekse en oud-Indische mythen. Daarnaast maakte hij bewerkingen van Indische toneelstukken welke werden opgevoerd in Wenen en Riga, waaronder de liefdestragedie König Sundara, 1887, de tragedie Dara oder Schah Dschehan und seine Söhne, 1891, het blijspel Prinzessin Zofe, 1902 en Sakuntala, 1903.
Von Schroeder was van mening dat Duitse wetenschappers, in tegenstelling tot hun Britse collega's, te weinig deden om hun vakgebied bekend te maken onder het grote publiek.
Als gunstige uitzondering noemde hij de indoloog Max Müller, hoewel hij zijn wetenschappelijke theorieën afwees.

### Bayreuther Kreis
Door zijn vriendschap met Houston Stewart Chamberlain
raakte Von Schroeder betrokken bij de Bayreuther Kreis, de kring van Wagnervereerders rond Cosima Wagner. Hij schreef een tweetal werken over Wagner, Die Vollendung des arischen Mysteriums in Bayreuth, 1910 en Richard Wagner als Nationaler Dramatiker, 1913. Hij verzorgde ook lezingen voor wagnergezelschappen, en daarnaast schreef hij voor de Bayreuther Blätter, een door Hans von Wolzogen opgericht tijdschrift ter verbreiding van de kennis rond Wagners muziek. Von Schroeder schreef een korte biografie over Chamberlain, 1918; ook schreef hij een aanbevelingsbrief aan het nobelprijscomité waarin hij Chamberlain nomineerde voor de Nobelprijs. Chamberlain op zijn beurt droeg zijn boek Arische Weltanschauung, een werk waarin de waarde van de Indische filosofie voor een eigentijds publiek benadrukt wordt, op aan Von Schroeder.

### Boeken
- Über die formelle Unterscheidung der Redetheile im Griechischen und Lateinischen. Mit besonderer Berücksichtigung der Nominalcomposita, K.F. Köhler, Leipzig 1874
- Über die Mâitrâyani Samhitâ, ihr Alter, ihr Verhältniß zu den verwandten Çâkhâ's, ihre sprachliche und historische Bedeutung, C. Mattiesen, Dorpat 1879. Dissertatie
- Pythagoras und die Inder. Eine Untersuchung über Herkunft und Abstammung der pythagoreischen Lehren, Schulze, Leipzig 1884
- Indiens Literatur und Cultur in Historischer Entwicklung. Ein Cyklus von fünfzig Vorlesungen, zugleich als Handbuch der indischen Literaturgeschichte, nebst zahlreichen, in deutscher Übersetzung mitgetheilten Proben aus indischen Schriftwerken, Haessel, Leipzig 1887
- Griechische Götter und Heroen. Eine Untersuchung ihres ursprünglichen Wesens mit Hilfe der vergleichenden Mythologie, Weidmannsche Buchhandlung, Berlijn 1887
- Die Hochzeitsbräuche der Esten und einiger anderer finnisch-ugrischer Völkerschaften in Vergleichung mit denen der indogermanischen Völker. Ein Beitrag zur Kenntnis der ältesten Beziehungen der finnisch-ugrischen und der indogermanischen Völkerfamilie, Asher, Berlijn 1888
- Delhi, das indische Rom und seine Campagna, Behre, Mitan 1891
- Worte der Wahrheit — Dhammapadam — Eine zum buddhistischen Kanon gehörige Spruchsammlung, Leipzig, 1892
- Mangoblüten. Eine Sammlung indischer Lieder und Sprüche in deutscher Nachbildung, Cotta'sche Buchhandlung Nachfolger, Stuttgart 1892
- Buddhismus und Christenthum. Was sie gemein haben und was sie unterscheidet, Franz Kluge, Reval 1893
- Germanische Elben und Götter beim Estenvolke, Hölder, Wenen 1906
- Baltische Heimat-, Trutz- und Trostlieder, J. F. Lehmanns Verlag, München 1906
- Mysterium und Mimus in Rigveda, Haessel, Leipzig 1908
- Aus meinem Leben: Wesen und Ursprung der Religion, ihre Wurzeln und deren Entfaltung, Jonck & Poliewsky, Riga 1909
- Die Wurzeln der Sage vom Heiligen Gral, Hölder, Wenen 1910; herdrukt door Bohmeier Verlag, 2005, ISBN 3-89094-444-2
- Die Vollendung des arischen Mysteriums in Bayreuth, 1910
- Richard Wagner als Nationaler Dramatiker, 1913
- Reden und Aufsätze vornehmlich über Indiens Literatur und Kultur, Haessel, Leipzig 1913
- Arische Religion, twee delen. Deel I: Einleitung. Der Altarische Himmelsgott, das höchste gute Wesen, Deel II: Naturverehrung und Lebensfeste, Wenen 1914
- Herakles und Indra. Eine mythenvergleichende Untersuchung, twee delen. Hölder, Wenen 1914
- Bhagavadgita. Des Erhabenen Sang, Diederichs, Jena 1915. Later opgenomen, samen met Heinrich Zimmers Aschtavakragita in de bundel Bhagavadgita – Aschtavakragita – Indiens heilige Gesänge, met commentaar van Sascha Bosetzky, Diederichs Gelbe Reihe, 1978, ISBN 3-89631-440-8
- Houston Stewart Chamberlain. Ein Abriß seines Lebens, auf Grund eigener Mitteilungen, J. F. Lehmanns Verlag, München 1918
- Lebenserinnerungen von Leopold von Schroeder, geredigeerd door Felix von Schroeder, 1921

### Reden und Aufsätze
Het boek Reden und Aufsätze vornehmlich über Indiens Literatur und Kultur bevat de volgende eerder gepubliceerde artikelen (op volgorde van verschijningsdatum):
- Einleitende Betrachtungen, Baltische Monatsschrift 1878
- Veda und Psalmen, Baltische Monatsschrift, 1878
- Über den Grundzug in dem Charakter der klassischen Sanskritpoesie, Baltische Monatsschrift, 1878
- Über die Poesie des indischen Mittelalters. Vortrag gehalten in der Aula der Universität zu Dorpat, den 20. Februar 1882, E. J. Karow, Dorpat 1882
- Das indische Rom und seine Campagna, 1891
- Buddhismus und Christenthum. Was sie gemein haben und was sie unterscheidet, 1893; 2e oplage 1898.
- Über die Entwicklung der Indologie in Europa und ihre Beziehungen zur Allgemeinen Völkerkunde, Mitteilungen der Anthropologischen Gesellschaft, Wenen 1895
- Buddha, Der Thürmer, Heft I, 1898
- Indiens geistige Bedeutung für Europa, inauguratierede, Beilage zur Münchener Allgemeinen Zeitung, 6 juli 1899
- Über indische Poesie, Der Thürmer, 1899
- Indische Gletscherfahrten, Die Zeit, 29 september 1900
- Max Müller, Die Zeit, 3 november 1900
- Vom Popularisieren, Die Zeit, 15 december 1900
- Durch Indien nach Nepal, Die Zeit, 14 februari 1903
- Otto Böhtlink, Neue Freie Presse, 17 april 1904
- Die kriegerische Bedeutung des Buddhismus in Japan, Die Zeit, 2 augustus 1905
- Orient und Individualismus, Die Zeit, 13 augustus 1905
- Buddha und unsere Zeit, Neue Freie Presse, 15 oktober 1905
- Über den Glauben an ein höchstes gutes Wesen bei den Ariern, Wiener Zeitschrift für die Kunde des Morgenlandes, Heft I, 1905
- Steinklopferhans und Bhagavadgîtâ, Neue Freie Presse, 15 januari 1906
- Ratthapâlo, Die Zeit, 27 oktober 1906
- Noch einmal "Der Pilger Kamanita", Die Zeit, 23 december 1906
- Indien, ohne die Engländer, Österreichische Rundschau, 1906
- Der Pilger Kamanita, Neue Freie Presse, 6 januari 1907
- Die Reden des Buddha, Österreichische Rundschau, 1907
- Nochmals die Reden des Buddha, Die Zeit, 15 mei 1907
- Altarische Religion, Österreichische Rundschau, 1907
- Die Bedeutung der arischen Sagenquelle für unsere heutige Kultur, Werandi, Heft I, 1908
- Buddha in Japan, Die Zeit, 30 december 1909
- Der arische Naturkult als Grundlage der Sage vom heiligen Gral, Bayreuther Blätter, 1911

### Overige tijdschriftpublicaties
- Apollon-Agni, Zeitschrift für vergleichende Sprachforschung, N. F. IX, 3 en 4

### Toneelstukken
- König Sundara, 1887
- Dara oder Schah Dschehan und seine Söhne, 1891
- Sakuntala, 1903. Een bewerking van Kālidāsa's Abhijñānaśākuntalam
- Prinzessin Zofe: Ein indisches Lustspiel in vier Aufzügen, nebst einem Vorspiel, frei für die deutsche Bühne bearbeitet, F. Bruckmann, München 1902. Een bewerking van Kālidāsa's Mālavikā en Agnimitra